# Estación Incienso
Incienso fue una estación de ferrocarril que se hallaba dentro de la comuna de Ovalle, en la Región de Coquimbo de Chile. Fue parte del Longitudinal Norte y se encontraba en el sector de la Quebrada del Ingenio.

## Historia
No existe certeza sobre la fecha exacta de apertura de la estación, sin embargo la vía sobre la cual se sitúa es la misma que era utilizada por el ferrocarril que unía a Coquimbo y La Serena con Ovalle y que alcanzó el sector de Angostura en 1870. Enrique Espinoza no consigna la estación en 1897, al igual que en José Olayo López en 1910 y Santiago Marín Vicuña en 1916, quienes tampoco la incluyen en sus listados de estaciones ferroviarias. Sin embargo, en mapas de 1929 la estación ya aparece en el trazado.
La estación Incienso habría dejado de prestar servicios antes de los años 1950, ya que mapas de 1958 no consignan la existencia de dicha estación.